# 许瑞生
许瑞生（1962年4月—），男，广东汕头人，中华人民共和国政治人物。无党派人士。华南工学院（今华南理工大学）建筑系毕业，中山大学人文地理学专业理学博士研究生学历。

## 生平
历任广东省城乡规划设计研究院助理建筑师、建筑师、高级建筑师，设计室主任、副院长、总工程师；广东省建设委员会城乡规划处处长；汕尾市人民政府副市长、广州市人民政府副市长等职。2011年11月任广东省人民政府副省长。2018年1月，当选第十三届全国政协委员。
2022年1月，当选为广东省政协副主席。